# Gespikkelde ketellapper
De gespikkelde ketellapper (Pogoniulus scolopaceus) is een vogel uit de familie Lybiidae (Afrikaanse baardvogels).

## Verspreiding en leefgebied
Deze soort komt voor in centraal en westelijk Afrika en telt drie ondersoorten:
- P. s. scolopaceus: van Sierra Leone tot zuidelijk Nigeria.
- P. s. stellatus: Bioko (Golf van Guinee).
- P. s. flavisquamatus: van Kameroen tot westelijk Kenia en noordelijk Angola.

## Status
De grootte van de populatie is niet gekwantificeerd maar de soort wordt omschreven als plaatselijk algemeen. Op de Rode lijst van de IUCN heeft deze soort de status niet bedreigd.